# IC 4672
IC 4672 ist eine Spiralgalaxie vom Hubble-Typ Sc im Sternbild Pfau am Südsternhimmel. Sie ist schätzungsweise 222 Millionen Lichtjahre von der Milchstraße entfernt.
Das Objekt wurde am 19. Juli 1901 vom US-amerikanischen Astronomen DeLisle Stewart entdeckt.